# Ентоні Маглиця
Ентоні «Тоні» Маглиця (хорв. Ante Maglica; (1930 , Нью-Йорк, Нью-Йорк )) — засновник і власник компанії Mag Instrument Inc., яка виробляє ліхтарик Maglite — стандартний елемент екіпіровки поліціянтів у США.

## Ранні роки
Ентоні «Тоні» Маглиця народився в Нью-Йорку (США), але виріс на острові Зларин біля узбережжя Хорватії. Під час американської Великої депресії його сім'я повернулася на батьківщину — в Хорватію. Оскільки Друга світова війна «спустошила» країну, в 1950 році Маглиця повернувся в Сполучені Штати й оселився в місті Онтаріо, штат Каліфорнія. У ті роки він уже трохи володів англійською мовою і зміг отримати роботу — став машиністом. Працюючи на цьому місці, він дізнався, що один з його начальників займався й невеликим побічним бізнесом з обробки гідравлічних деталей. Практично випадково Тоні дізнався також і про пропозицію продажу металообробного токарного верстата за 1000 доларів США: він зумів переконати продавця погодитися продати цей верстат йому з початковим внеском у розмірі 125 доларів США і розстрочкою решти суми, яку Маглиця обіцяв виплачувати щомісячними платежами.
Розпочатий таким чином бізнес поступово переріс у власний магазин з продажу машин і устаткування, який він у 1974 році зробив корпорацією під назвою «Mag Instrument Inc.» Тоді він познайомився з Клер Халас — його майбутнім партнером як у житті, так і в бізнесі, яку він найняв для прикрашання свого машинного магазину. Хоча вони ніколи не реєстрували свій шлюб, Клер постійно проживала з ним і використовувала його прізвище. Клер народила трьох дітей: двох синів, Стівена і Крістофера, і дочку, Джекі, яка знала Тоні як свого вітчима.

## Сімейні справи
Коли ліхтарик Maglite, вироблюваний Mag Instruments Inc., став популярним, компанія виросла і стала сімейним бізнесом: справами фірми керував Тоні — як президент, Клер працювала у відділах маркетингу, персоналу та закупівель, а сини Клер, Стівен і Крістофер Халас, займали посади в компанії відповідно як віцепрезидент і директор з досліджень і розвитку.
У 1992 році в компанії «стався струс» — в той момент Клер дізналася, що Тоні збирався після своєї смерті залишити компанію своїм дітям від попереднього шлюбу. Це стало початком «жорстокої сімейної битви», яка тривала більш як десять років і призвела до того, що Клер та її сини покинули компанію, а сама Клер подала позов проти Тоні на 200 мільйонів доларів. Сини Клер 1997 року заснували власну компанію з виробництва ліхтариків — Bison Sportslights Inc.

## Судові позови
У 1992 році, дізнавшись про плани Тоні щодо неї, Клер подала позов: Ентоні Маглиця звинувачувався в порушенні контракту, порушенні угоди про партнерство, шахрайстві, порушенні фідуціарних зобов'язань і низці інших злочинів — сума позову становила 200 мільйонів доларів США як компенсація збитків. Процес йшов через суд присяжних, а сам судовий розгляд транслювалося Court TV (сьогодні — truTV) і мав високі рейтинги. За підсумками слухань, навесні 1994 року Клер отримала 84 мільйони доларів США.
Це рішення оскаржили в Каліфорнійському апеляційному суді, який у 1998 році скасував попереднє рішення і повернув справу до суду. Суд заявив, що арбітражне рішення неправильне, оскільки збиток повинен був рахуватися як вартість послуг самої Клер, а не як розмір доходів від її послуг. Після того, як справу повернули до суду, Клер у 2000 році уклала угоду з Mag Instrument Inc. на виплату її суми в 29 мільйонів доларів.

## Bison Sportslights Inc
Сини Клер, Стівен і Крістофер Халас, були змушені покинути свої позиції в Mag Instrument через складні відносини з її головою Тоні Маглицею. У 1997 році брати заснували Bison Sportslights у місті Денвер, штат Колорадо: вони зайнялися пошуками розв'язання проблеми «чорної діри» в ліхтариках — неосвітленої ділянки в центрі світлової плями. Брати випустили продукт, який продемонстрував «певну ефективність» у розв'язанні цієї проблеми.
Але в 2002 році Mag Instrument, під керівництвом Ентоні Маглиці, подала в суд на Bison Sportslights (справа № CV-023187) за крадіжку комерційної таємниці, доступ до якої брати мали під час своєї роботи в Mag Instrument. Bison Sportslights була визнана відповідальною за умисне і зловмисне присвоєння комерційної таємниці, зловмисне порушення довіри, зловмисну неправдиву рекламу і зловмисну нечесну конкуренцію. Mag Instrument отримала 1,2 мільйона доларів компенсації збитків. Bison Sportslights вийшла з бізнесу.